# Abrahamów
Abrahamów – szczyt i grzbiet górski w Grupie Lipowskiego Wierchu i Romanki w Beskidzie Żywieckim. Znajduje się w grzbiecie odgałęziającym się od wierzchołka Skały (946 m). Grzbiet ten poprzez Abrahamów, Grapę (613 m) i Bukowinę (510 m) ciągnie się do doliny Soły w Węgierskiej Górce pomiędzy dolinami potoków Żabniczanka i Cięcinka. W najwyższym punkcie Abrahamów osiąga wysokość 857 m n.p.m., a jego niezalesiony wierzchołek stanowi dobry punkt widokowy. Dalej w północno-zachodnim kierunku grzbiet Abrahamowa.

## Opis szczytu
Grzbietem Abrahamowa biegnie granica między dwoma miejscowościami; stoki południowo-zachodnie należą do miejscowości Żabnica, stoki północno-zachodnie do miejscowości Cięcina – obydwie w województwie śląskim, w powiecie żywieckim, w gminie Węgierska Górka. Pola uprawne tych miejscowości dochodzą niemal pod sam grzbiet Abrahamowa, tak, że w większości jest on bezleśny. Dawniej był jeszcze bardziej bezleśny, w XIX wieku Żywiecczyzna była tak przeludniona, że uprawiano poletka i wypasano bydło i owce po szczyty gór, szczególnie tych bliżej centrum miejscowości. Obecnie na wielu dawnych poletkach uprawnych i polanach Abrahamowa (szczególnie tych wyżej położonych) z powodów ekonomicznych zaprzestano ich rolniczego wykorzystywania i pozostawione swojemu losowi stopniowo zarastają chaszczami i lasem, co widać również na zdjęciach lotniczych mapy Geoportalu. Zarastanie to zagraża występującym na nich roślinom łąk i hal górskich. M.in. rośnie tutaj rzadki w Polsce i chroniony prawnie dzwonek piłkowany.
Przy szlaku turystycznym po północnej stronie szczytu Abrahamowa jest krzyż upamiętniający 28-letniego turystę, który zmarł tutaj w 2008 roku, na szczycie znajduje się punkt triangulacyjny, a nieco przed szczytem krzyż pamięci partyzantów z okresu II wojny światowej. Na stoku północno-zachodnim jest należące do Cięciny osiedle Abramów, dalej szlak turystyczny prowadzi przez tereny wsi Żabnica, w jednym z jego domów jest „Agroturystyka Abrahamów”.

## Nazwa
Pierwotna nazwa szczytu to Abramów, taką nazwę podawał bowiem już Andrzej Komoniecki (1658–1728), autor „Chronografii albo Dziejopisu Żywieckiego”. Nazwa ta pochodzi od należącego do Cięciny przysiółka Abramów. Komisja Nazewnicza Turystyki Górskiej Oddziału PTTK „Ziemia Wadowicka” w 1981 r. zatwierdził nieco zniekształconą (z góralska) nazwę Jabramów, na mapach austriackich pojawiła się błędna nazwa Abrahamów, później powielana na mapach polskich. Państwowy rejestr nazw geograficznych i bazująca na nim mapa lotnicza Geoportalu podają nazwę Abrahamów, ale na dawnej topograficznej mapie Geoportalu jest nazwa „Góra Abramów”.

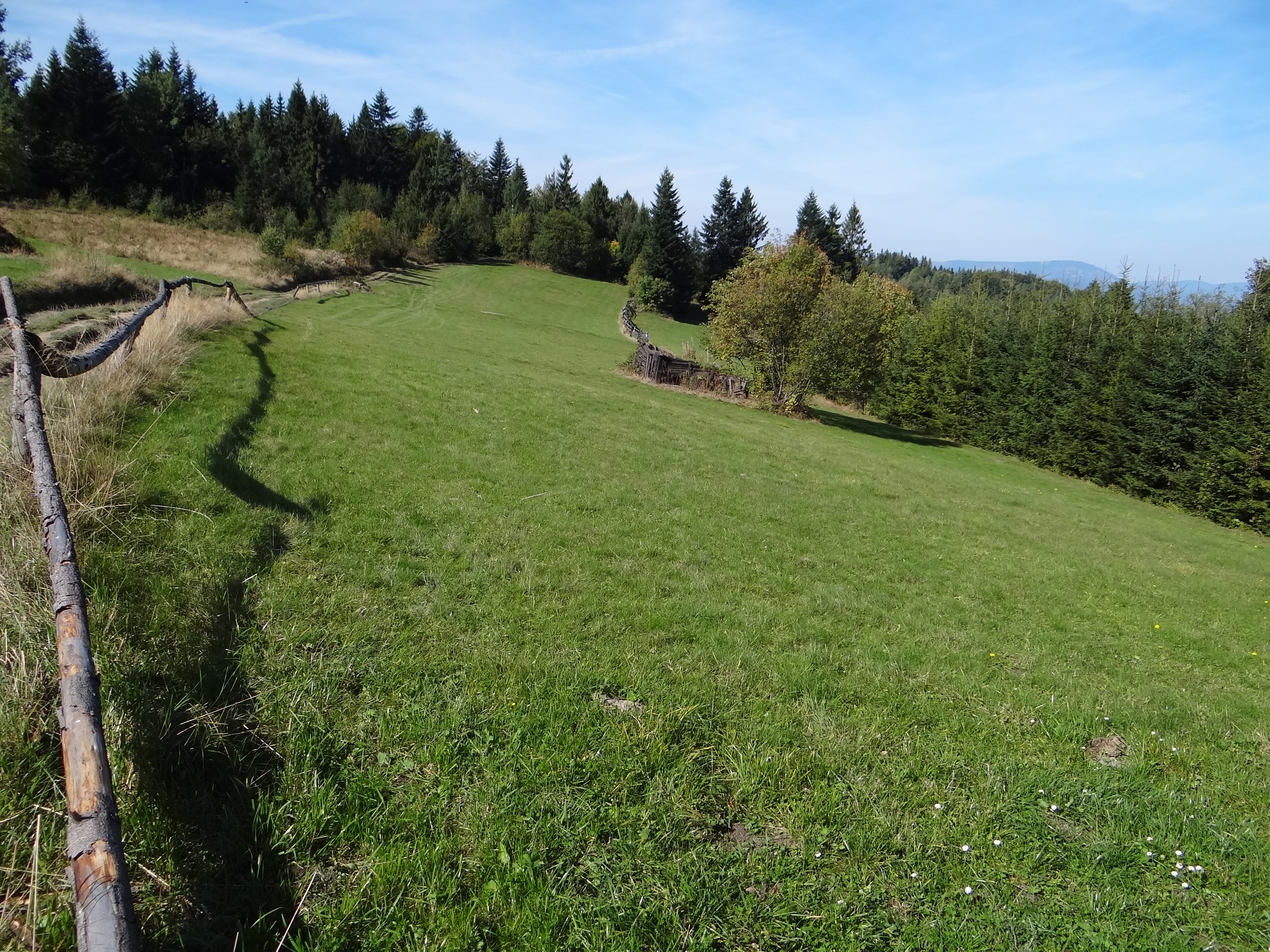
Polana
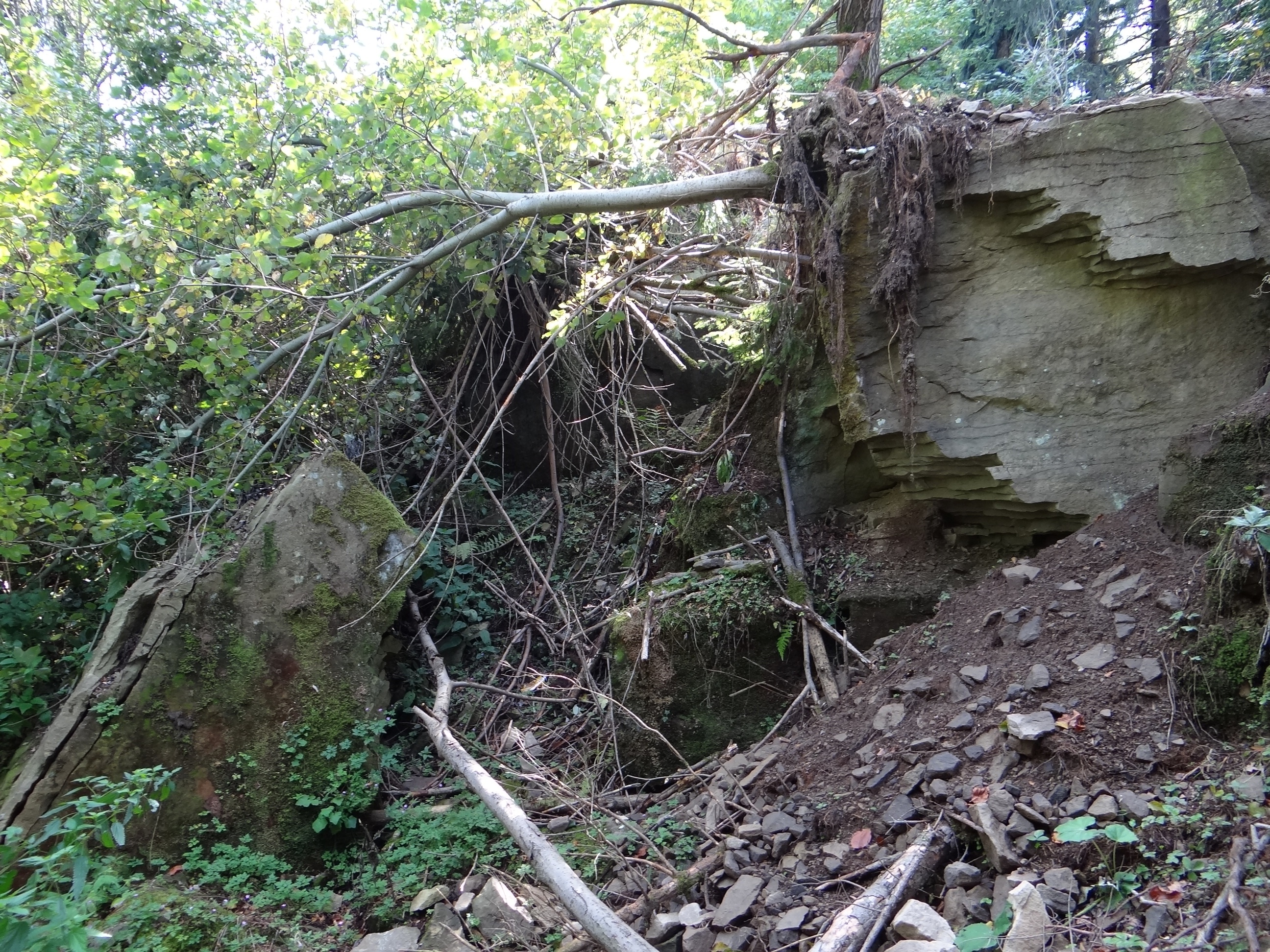
Osuwisko
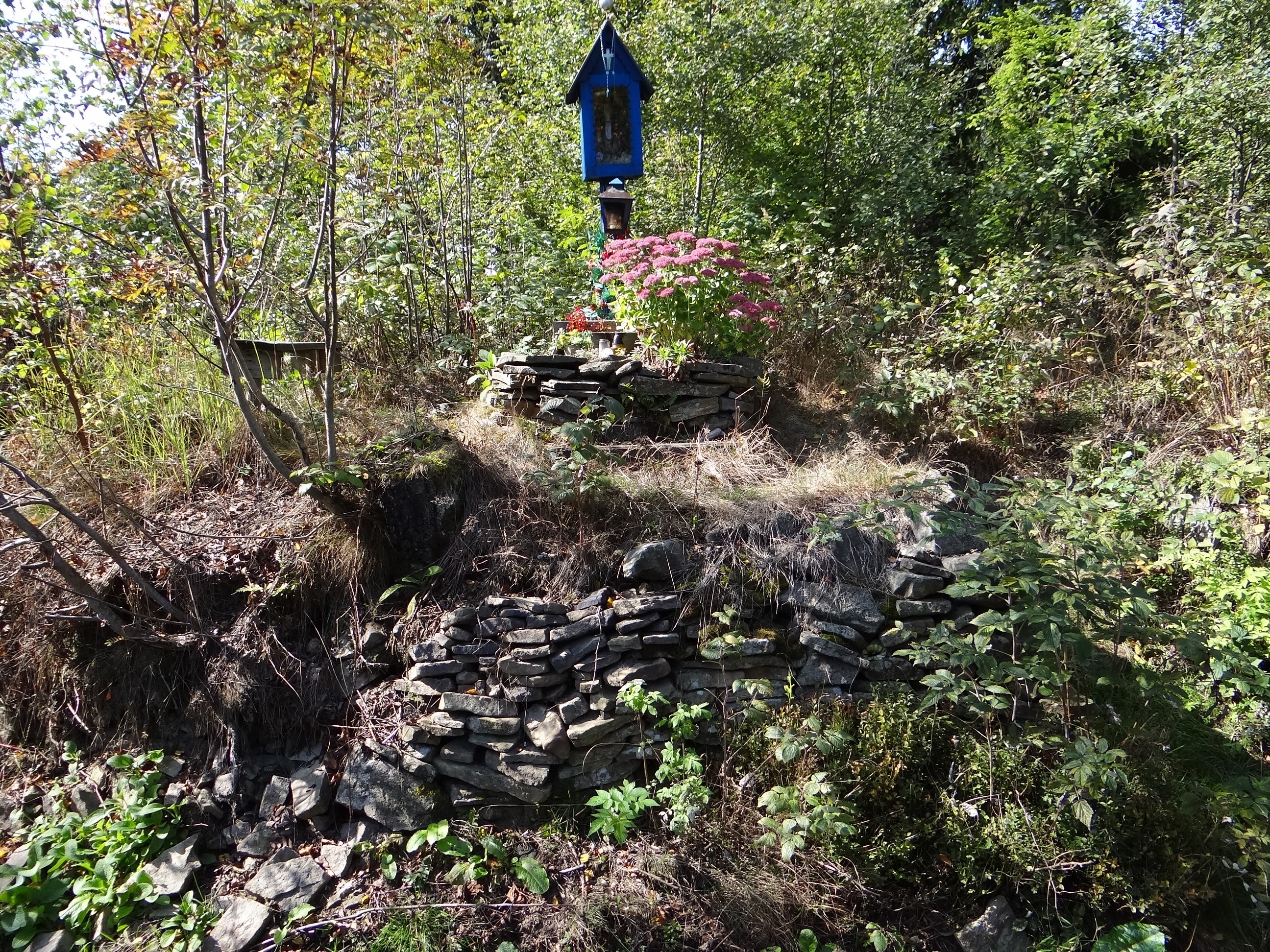
Figurka
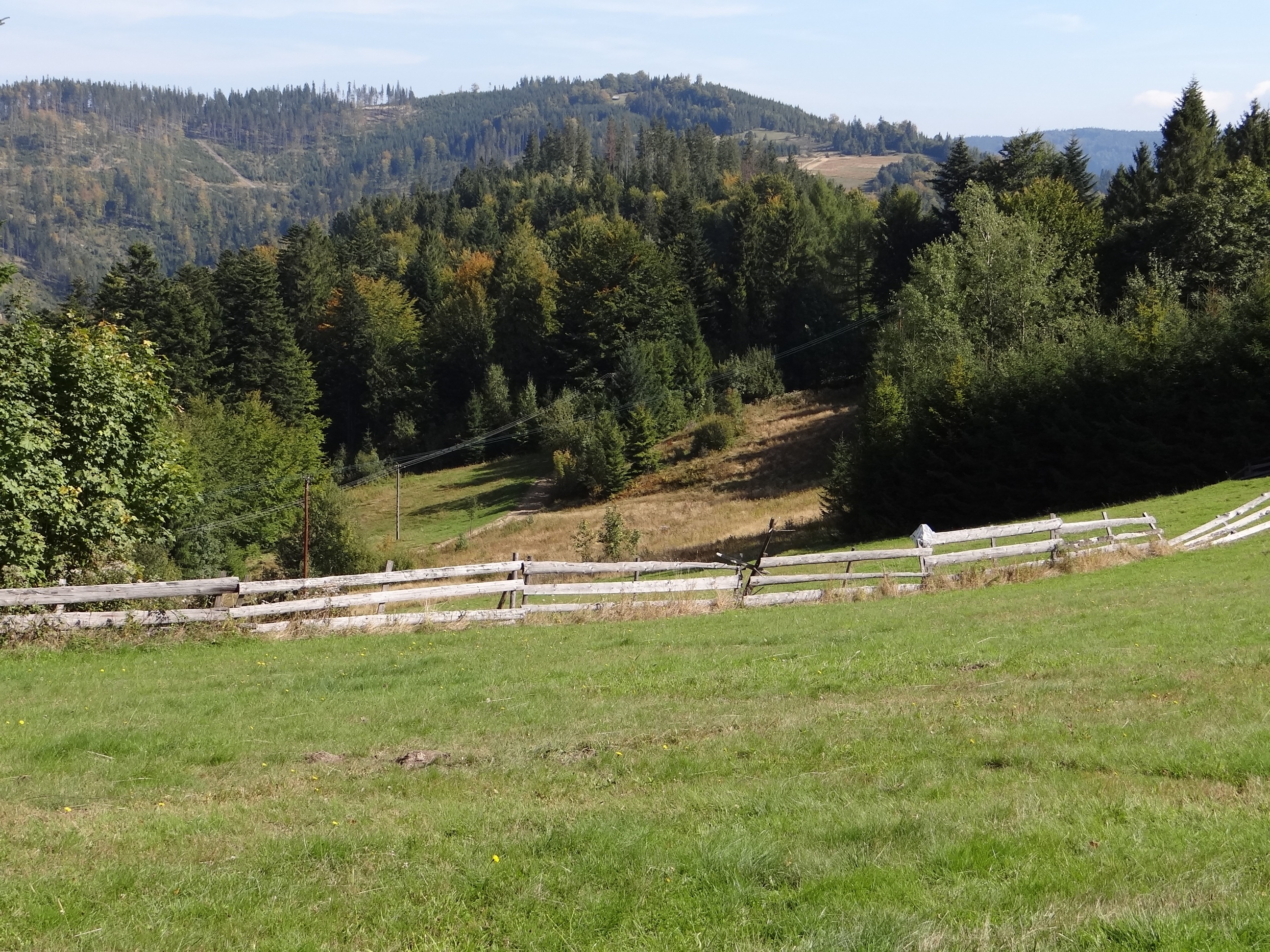
Widok z polany na Skałę

Szlaki turystyczne
 Węgierska Górka – Grapa – Abrahamów – Słowianka – hala Pawlusia – hala Rysianka (Główny Szlak Beskidzki)